# Уолд, Джордж
Джордж Уолд (англ. George Wald; 18 ноября 1906, Нью-Йорк — 12 апреля 1997, Кембридж, штат Массачусетс) — американский биохимик и физиолог, лауреат Нобелевской премии по физиологии и медицине в 1967 году (совместно с Рагнаром Гранитом и Холденом Хартлайном).
Член Национальной академии наук США (1950).

## Биография
Родился Джордж Уолд 18 ноября 1906 года в Нью-Йорке. В 1922 году поступил в Нью-Йоркский университет, который окончил в 1927 году. После окончания поступил в Колумбийский университет, который также успешно окончил. Работал в Цюрихском, Чикагском и Гарвардском университетах.
Скончался Джордж Уолд 12 апреля 1997 года в Кэмбридже.

## Научные работы
Основные научные работы посвящены биохимии, физиологии и эволюции зрения, механизмам фоторецепции, вопросам цветового зрения и зрительной адаптации у человека, проблемам возникновения жизни и биологической эволюции.

## Членство в обществах
- 1954—56 — Председатель Отдела биологии и медицинских наук Национального научного фонда США.
- 1963—64 — Член Общества Д. и Ф. Гугенгеймов

## Награды и премии
- 1939 — Eli Lilly Award in Biological Chemistry[англ.]
- 1953 — Премия Альберта Ласкера за фундаментальные медицинские исследования, «For achievements in explaining the physiology of vision in man.»
- 1959 — Премия Румфорда, «For identifying the biochemical basis of vision.»
- 1963 — Стипендия Гуггенхайма
- 1966 — Медаль Фредерика Айвса
- 1967 — Мемориальные лекции Вейцмана
- 1967 — Нобелевская премия по физиологии или медицине, «За открытия, связанные с первичными физиологическими и химическими зрительными процессами, происходящими в глазу.»

## Общественная деятельность
Активно критиковал руководство США за войну во Вьетнаме и гонку вооружений.
В 1992 году подписал «Предупреждение человечеству».